# Castello di Matsue
Il Castello di Matsue (松江城?, Matsue-jō) è un castello di epoca feudale situato a Matsue nella prefettura di Shimane, Giappone. Soprannominato il "castello nero" o "castello piviere", è uno dei pochi castelli medievali rimanenti in Giappone, almeno di quelli che conservano la loro fattura originale, in legno, e non sono stati ricostruiti in materiale cementizio in epoca moderna.
La costruzione del castello di Matsue ebbe inizio nel 1607 per terminare nel 1611, durante il regno del locale signore Horio Yoshiharu. Nel 1638, il feudo e il castello passarono al clan Matsudaira, una nuova ramificazione del clan Tokugawa in quel momento al comando.

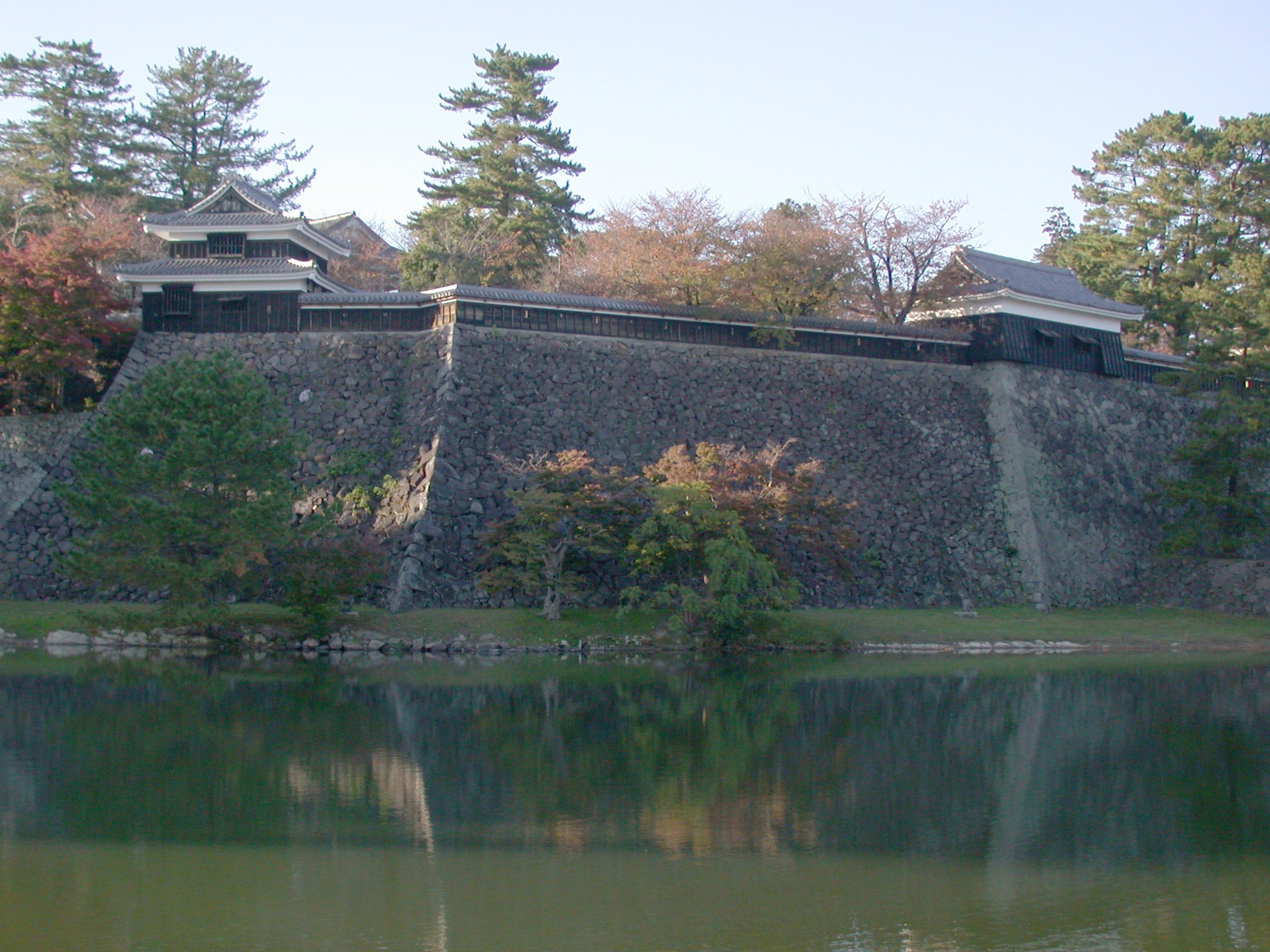
Ninomaru

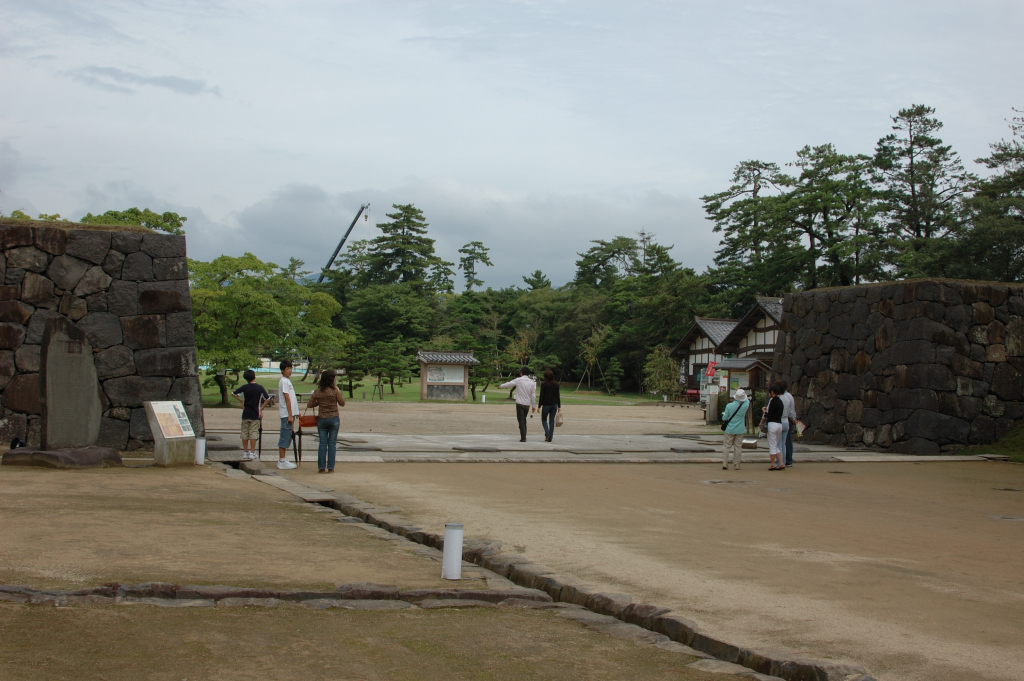
Rovine del cancello di Ote.

## Storia
Dei 12 castelli rimasti in Giappone, questo è l'unico sito nella regione storica di San'in. Il castello, secondo per grandezza, è anche il terzo più alto (30 metri) e il sesto per antichità. Fu infatti costruito in un periodo di cinque anni per conto del daimyō della regione dell'Izumo, Yoshiharu Horio, fino al completamento nel 1622. Dopo i regni di Tadaharu Horio e Tadataka Kyogoku, Naomasa Matsudaira, un nipote di Ieyasu Tokugawa, divenne Lord del castello, dopo il suo trasferimento da Matsumoto alla provincia di Shinshu, in modo da iniziare la dinastia dei Matsudaira che perdurerà per dieci generazioni, lungo un periodo di 234 anni. Nel 1875, tutti gli edifici all'interno del castello furono distrutte, tranne la torre del castello stesso, la cui perduranza fu permessa dalla pressione dovuta agli interessi dei gruppi in rivalità. Il castello viene successivamente sottoposto a una totale ricostruzione tra il 1950 e il 1955.

## Architettura

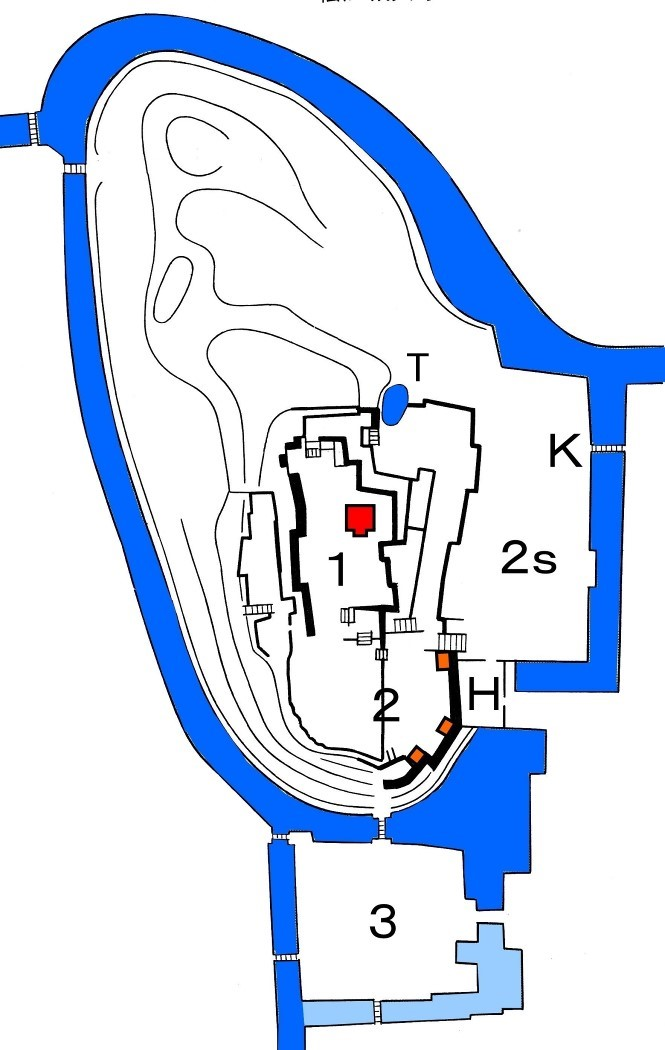
Pianta del castello.

Il castello è una struttura complessa, costruita nello stile torre di guardia, che esternamente appare di cinque piani, ma che effettivamente ne conta sei. La maggior parte delle mura del castello sono rivestite da assi di legno nere. Il castello è costruito per resistere alla guerra, ma al tempo stesso è maestoso e solenne, in stile Momoyama.